# Graft-De Rijp

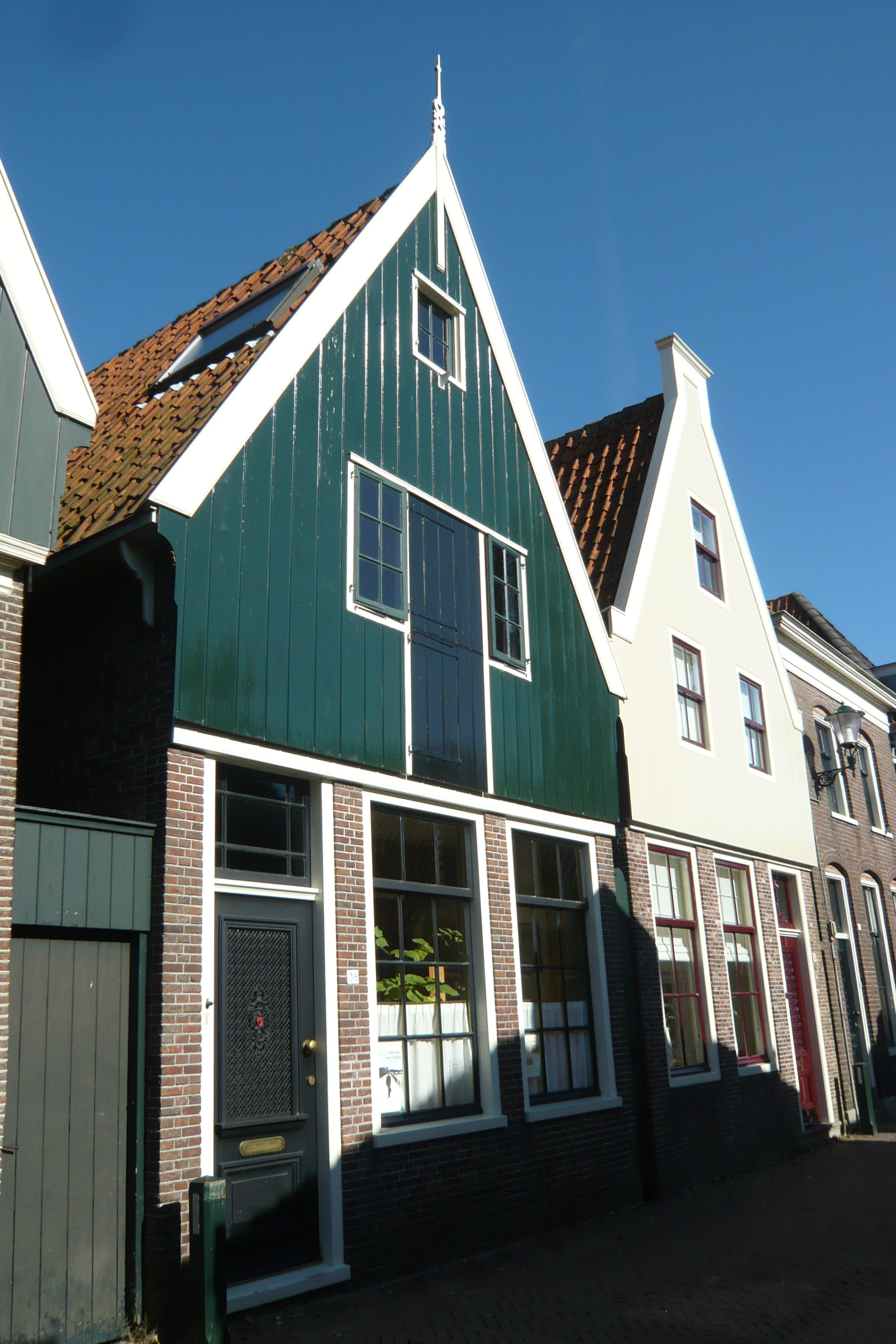
Typiska hus.

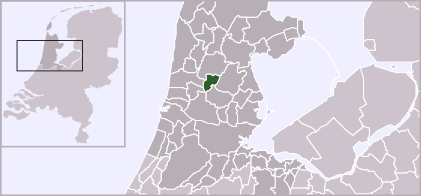
Graft-De Rijps läge

Graft-De Rijp var en kommun i nordvästra Nederländerna i provinsen Noord-Holland. Kommunen hade en area på 21,75 km² (av vilket 1,65 km² utgjordes av vatten) och en folkmängd på 6 486 invånare (2004).
Kommunen ingår sedan 2015 i Alkmaar.